# پولیس (یونان)

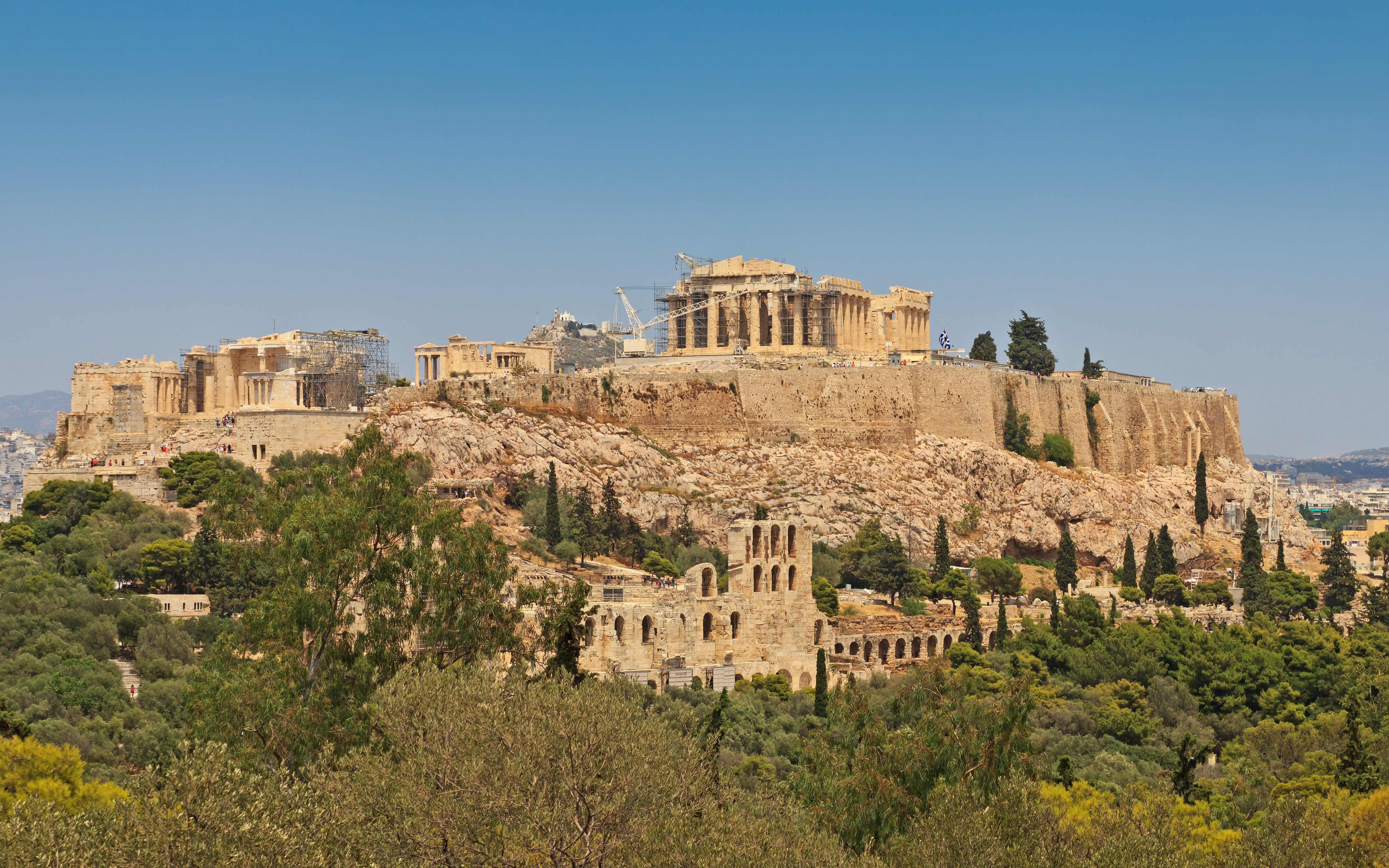
آکروپولیس، در آتن باستان، نمونه‌ای از یک پولیس در یونان است.

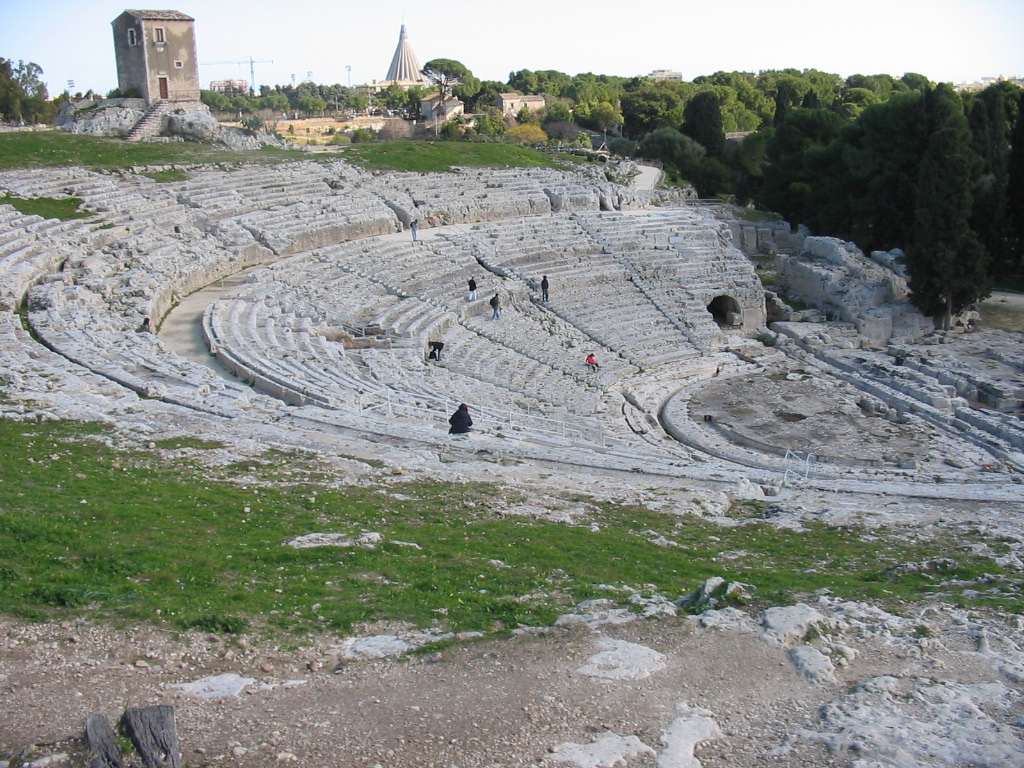
تئاتر سیراکوز باستان، پولیس قدیمی

شهر باستانی اسکندریه در ۳۰ قبل از میلاد، یک پولیس دوران هلنی در مصر است.

پولیس یا پلیس (به انگلیسی: Polis), (زبان یونانی: πόλις)، به معنای کلمه شهر یا شهرستان در یونان باستان بود. همچنین می‌توان به معنای تابعیت و شهروندی هم باشد. در تاریخ‌نگاری مدرن، کلمه «پولیس» به‌طور معمول برای نشان دادن شهرهای یونان باستان مانند آتن باستان و دیگر شهرهای مهم آن دوره که به عنوان دولت‌شهر بودند، استفاده می‌شود.